# Nébuleuse diffuse

La Nébuleuse d'Orion, un exemple de région HII

En astronomie, les nébuleuses diffuses sont, comme les autres nébuleuses, des nuages de matières interstellaires dispersées, constitués de gaz et de poussières. Elles se distinguent par leurs émissions lumineuses, a contrario des nébuleuses obscures. Parmi les nébuleuses diffuses, sont distinguées :
- les nébuleuses en émission. La lumière est émise par du gaz ionisé. Parmi elles, les régions HII qui sont d'importants centres de création d'étoile ;
- les nébuleuses par réflexion. La lumière émise par les étoiles proches est réfléchie.